# Epiterobia subatra
Epiterobia subatra är en stekelart som först beskrevs av Girault 1915.  Epiterobia subatra ingår i släktet Epiterobia och familjen puppglanssteklar. Inga underarter finns listade i Catalogue of Life.